# フランス国鉄BB9200形電気機関車
BB9200形電気機関車（べーべー9200がたでんききかんしゃ）は、フランス国鉄 (SNCF) の直流1,500V区間用電気機関車である。

## 概要
1957年5月24日から1964年6月1日にかけてクルゾー＝ロワール (Creusot-Loire) 、ジューモン＝シュネーデル (Jeumont-Schneider) 、CEM (Compagnie électromécanique) によって92両が製造された。
本形式は車軸配置「2D2」や「CC」よりも軽量かつ十分な高出力 (3,850kW) を維持した「BB」形（4駆動軸2ボギー台車）機関車を開発するというSNCFの意思の結果生み出された。BB9001-9002形やBB9003-9004形の研究成果が盛り込まれている。
本形式は特に「BBジャックマン」または「BB・MTE」という車両愛称の由来となったアンドレ・ジャックマン（André Jacquemin）の着想によるBB9004形のボギー台車を再度装備している。同じ愛称はフランス国鉄BB9300形電気機関車、BB9400形 / BB9600形、BB9700形、BB16000形 / BB16100形、BB25100形 / BB25150形 / BB25200形、BB30000形にも付与されている。

## 運用
本形式はまずパリ・オステルリッツ駅からトゥールーズやボルドーなど南西部方面への長距離旅客列車の牽引に充当された。その中でもパリ - トゥールーズ間の「ル・キャピトール」で1967年より始まったフランス国内の営業列車における初の最高速度200km/h運転は特筆される。
BB9200形は地中海沿岸から大西洋岸、そしてピレネー山脈の麓まで、南西部全域の電化路線に運用範囲を広げていった。そしてパリ・リヨン駅から南東部方面の路線においてもまた、数多くの列車において運用された。
その後、出力を向上したCC6500形の導入により、本形式は「ル・キャピトール」やその他長距離列車牽引機の運用から離脱したが、貨物列車や南西部・南東部の各地のローカル旅客列車において本形式は運用され続けた。
1980年代末期から1990年代初頭にかけてLGV大西洋線が開業しTGV Atlantique編成がパリから南西部方面への長距離列車に運用されるようになり、余剰となったBB7200形が転用されたことで、本形式は貨物列車とTERから次第に運用を離脱することになる。
2003年から2004年にかけての老朽化と輸送量減少による貨物列車からの運用離脱後、うち48両は2006年初めの時点で常時稼働状態にあったが、2007年にはTER（TERブルゴーニュ、TERサントル）用に配属された29両にまで減少した。そして15両のみがイル＝ド＝フランス地域圏とサントル地域圏との間で運行されているが、これらも2011年中には運用を離脱する予定である。
この他、パリ - ル・マン間の路線では2両が運用されている。

## BB9200形キャピトール
BB rouges（赤いBB）と称された6両のBB9200形「キャピトール」 (BB 9200 Capitole) は、フランス国鉄史上初の最高速度160km/h以上での定期旅客列車を牽引した高速機関車であった。

## 特徴のある車両

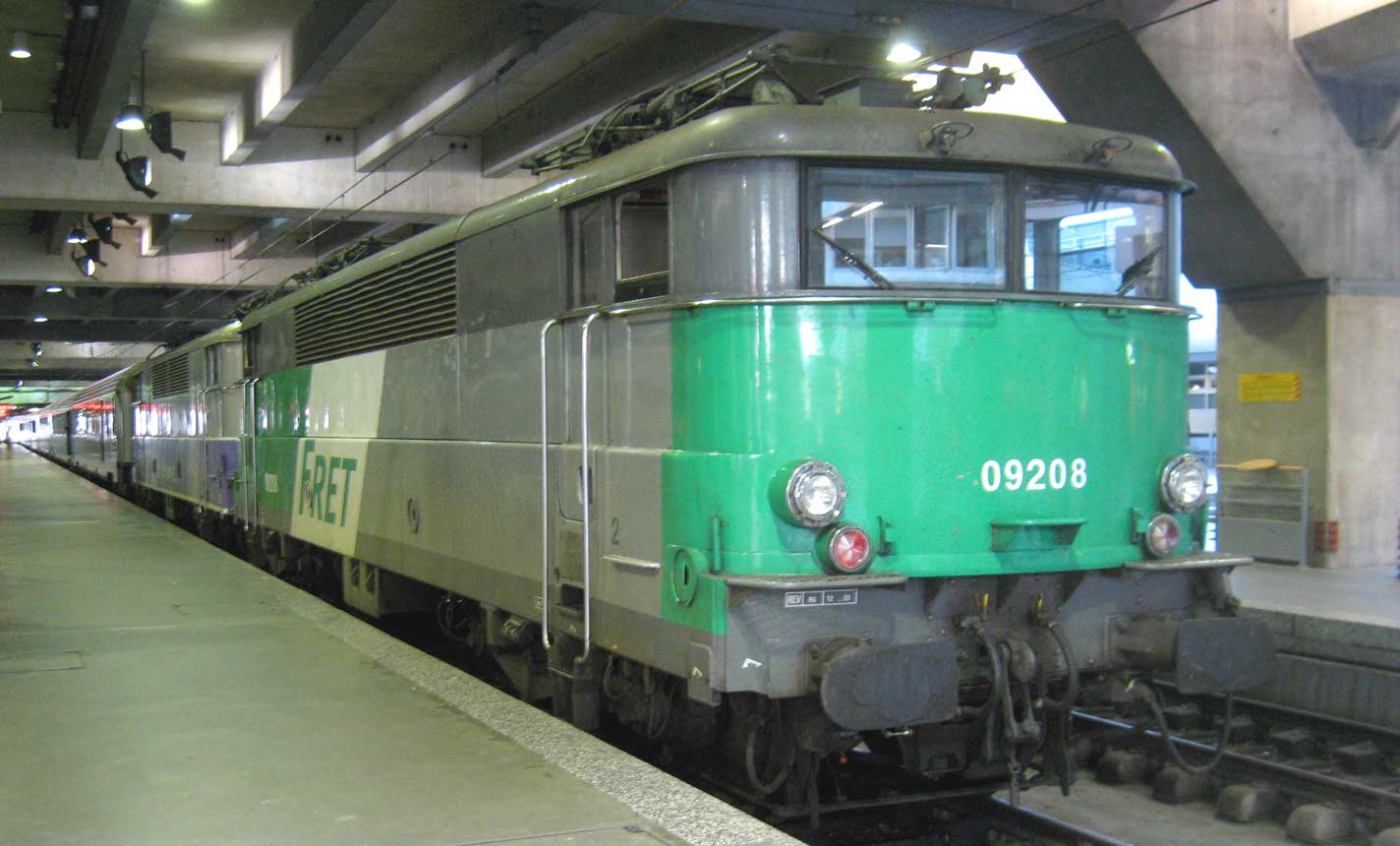
モンパルナス駅停車中のBB9208号機

- BB9291, 9292号機 （BB9200形「キャピトール」） - 「ル・キャピトール」牽引用の特別装備（赤塗装、予告信号、最高速度250km/h対応台車、専用のシングルアームパンタグラフ）で製造された。
- BB9278, 9281, 9282, 9288号機  - 「ル・キャピトール」牽引対応の改造車。最高速度200km/hまで対応。
- BB9280, 9281, 9282, 9288, 9291, 9292号機 - 9278号機と9280号機が入れ替わったのを除けば全て元「ル・キャピトール」仕様機であり、コライユ塗装。
- BB9231, 9288号機 - 「アルザン (Arzens) 」塗装、それぞれ緑基調と栗色基調であった。
- BB9252号機 - 1971年に非動力化されたCC20002とともにチョッパ制御の実験に使用された。
- BB9257, 9258, 9270, 9272, 9274, 9275, 9279号機 - 従来困難とされていた1,000万km以上の累積走行距離を実現した。
- BB9271, 9281, 9285, 9286号機 - 1992年にTERブルゴーニュパリ - ラロッシュ＝ミジャンヌ線における2階建て客車の列車牽引（および推進）のためにプッシュプル方式での運行に対応した装備を施して、BB9700形へと改造された。これらは2007年にプッシュプル対応改造されたBB7200形によって置き換えられた。
- BB9247, 9256, 9284号機は multiservice 塗装の最後の機関車である。

## 運用区間
一部を掲載。
- パリ - ディジョン - リヨン - マルセイユ
- パリ - ポワティエ - アングレーム - ボルドー
- パリ - レ・ゾブレ - リモージュ - カオール - モントーバン - トゥールーズ
- パリ - ディジョン - リヨン - ヴァランス - アヴィニョン - マルセイユ
- パリ - シャルトル - ル・マン （現行）
- ボルドー - モントーバン
- ボルドー - イルン
- ボルドー - タルブ
- ナルボンヌ - セルベール
- オルレアン - シャトールー
- トゥールーズ - タルブ - アンダイエ

## 配置車両基地
（）内は初配置年。
- アヴィニョン（1959年）
- ボルドー（1977年）
- リヨン＝ムーシュ (Lyon-Mouche) （1960年）
- パリ＝リヨン (Paris-Lyon) （1958年）
- パリ南西 (Paris-Sud-Ouest) （1960年）
- ポルトゥ＝レ＝ヴァランス(Portes-lès-Valence)（1959年）
- ヴィルヌーヴ（1963年）
- ディジョン・ペリニー (Dijon Perrigny)
- トゥール＝サン＝ピエール （最後の8両の配置区）

| 2010年10月1日現在の配置状況 | 2010年10月1日現在の配置状況 | 2010年10月1日現在の配置状況 | 2010年10月1日現在の配置状況 | 2010年10月1日現在の配置状況 | 2010年10月1日現在の配置状況                                   | 2010年10月1日現在の配置状況    |
| 号機                        | 運用開始                    | 廃車                        | 塗装                        | 配置                        | 祝別式（日付）                                                | 用途                           |
| --------------------------- | --------------------------- | --------------------------- | --------------------------- | --------------------------- | ------------------------------------------------------------- | ------------------------------ |
| 9201                        | 1957年5月24日               | 2007年9月17日               | Fret                        | トゥール＝サン＝ピエール    | /                                                             | /                              |
| 9202                        | 1957年7月24日               | 2003年12月15日              | Béton                       | ボルドー                    | /                                                             | /                              |
| 9203                        | 1957年10月30日              | 2003年12月15日              | Béton                       | ボルドー                    | /                                                             | /                              |
| 9204                        | 1957年11月11日              | 2004年3月1日                | Béton                       | ボルドー                    | /                                                             | /                              |
| 9205                        | 1957年12月19日              | 2003年12月15日              | Verte                       | ボルドー                    | /                                                             | /                              |
| 9206                        | 1958年1月9日                | 2003年12月15日              | Béton                       | ボルドー                    | /                                                             | /                              |
| 9207                        | 1958年1月25日               | 2003年12月15日              | Béton                       | ボルドー                    | /                                                             | /                              |
| 9208                        | 1958年2月12日               | 2006年12月15日              | Fret                        | トゥール＝サン＝ピエール    | /                                                             | /                              |
| 9209                        | 1958年2月23日               | 2004年3月1日                | Béton                       | ボルドー                    | /                                                             | /                              |
| 9210                        | 1958年3月17日               | 2003年5月26日               | Verte                       | ボルドー                    | /                                                             | /                              |
| 9211                        | 1958年4月8日                | 2002年11月15日              | Verte                       | ボルドー                    | /                                                             | /                              |
| 9212                        | 1958年4月20日               | 2002年10月9日               | Verte                       | ボルドー                    | /                                                             | /                              |
| 9213                        | 1958年5月3日                | 2003年12月15日              | Verte                       | ボルドー                    | /                                                             | /                              |
| 9214                        | 1958年5月22日               | /                           | Béton                       | トゥール＝サン＝ピエール    | /                                                             | TERサントル                    |
| 9215                        | 1958年6月10日               | 2004年3月1日                | Fret                        | ボルドー                    | /                                                             | /                              |
| 9216                        | 1958年6月12日               | 2003年8月1日                | Verte                       | ボルドー                    | /                                                             | /                              |
| 9217                        | 1958年7月1日                | 2010年3月31日               | Béton                       | トゥール＝サン＝ピエール    | /                                                             | TERサントル                    |
| 9218                        | 1958年7月7日                | 2003年8月1日                | Béton                       | ボルドー                    | /                                                             | /                              |
| 9219                        | 1958年7月28日               | 2003年8月1日                | Verte                       | ボルドー                    | /                                                             | /                              |
| 9220                        | 1958年8月2日                | 2009年7月8日                | Fret                        | トゥール＝サン＝ピエール    | /                                                             | /                              |
| 9221                        | 1958年8月13日               | 2003年8月1日                | Verte                       | ボルドー                    | /                                                             | /                              |
| 9222                        | 1958年9月10日               | 2010年6月16日               | Béton                       | トゥール＝サン＝ピエール    | /                                                             | TERサントル                    |
| 9223                        | 1958年9月24日               | 2004年3月1日                | Béton                       | ボルドー                    | /                                                             | /                              |
| 9224                        | 1958年10月6日               | 2004年3月1日                | Fret                        | ボルドー                    | /                                                             | /                              |
| 9225                        | 1958年10月16日              | 2003年12月15日              | Verte                       | ボルドー                    | /                                                             | /                              |
| 9226                        | 1958年10月26日              | 2004年3月1日                | Fret                        | ボルドー                    | /                                                             | /                              |
| 9227                        | 1958年11月3日               | 2003年8月1日                | Verte                       | ボルドー                    | /                                                             | /                              |
| 9228                        | 1958年11月11日              | 2004年3月1日                | Fret                        | ボルドー                    | /                                                             | /                              |
| 9229                        | 1958年11月28日              | 2003年5月26日               | Verte                       | ボルドー                    | /                                                             | /                              |
| 9230                        | 1958年12月2日               | 2004年3月1日                | Fret                        | ボルドー                    | /                                                             | /                              |
| 9231                        | 1958年12月18日              | 2010年6月16日               | Béton                       | トゥール＝サン＝ピエール    | /                                                             | TERサントル                    |
| 9232                        | 1958年12月20日              | 2003年8月1日                | Béton                       | ボルドー                    | /                                                             | /                              |
| 9233                        | 1958年12月30日              | 2006年12月15日              | Fret                        | トゥール＝サン＝ピエール    | /                                                             | /                              |
| 9234                        | 1959年1月2日                | 2004年3月1日                | Fret                        | ボルドー                    | /                                                             | /                              |
| 9235                        | 1959年1月29日               | 2003年12月15日              | Béton                       | ボルドー                    | /                                                             | /                              |
| 9236                        | 1959年2月1日                | 2003年12月15日              | Béton                       | ボルドー                    | /                                                             | /                              |
| 9237                        | 1959年2月8日                | 2003年12月15日              | Béton                       | ボルドー                    | /                                                             | /                              |
| 9238                        | 1959年2月23日               | 2003年8月1日                | Fret                        | ボルドー                    | /                                                             | /                              |
| 9239                        | 1959年3月2日                | 2003年12月15日              | Béton                       | ボルドー                    | /                                                             | /                              |
| 9240                        | 1959年3月29日               | 2010年10月13日              | Béton                       | トゥール＝サン＝ピエール    | /                                                             | TERサントル                    |
| 9241                        | 1959年5月2日                | 2003年9月29日               | Béton                       | ボルドー                    | /                                                             | /                              |
| 9242                        | 1959年5月24日               | 2009年11月24日              | Fret                        | ディジョン・ペリニー        | /                                                             | /                              |
| 9243                        | 1959年7月5日                | 2010年9月8日                | Béton                       | トゥール＝サン＝ピエール    | /                                                             | TERサントル                    |
| 9244                        | 1959年7月21日               | 2003年8月1日                | Béton                       | ボルドー                    | /                                                             | /                              |
| 9245                        | 1959年8月1日                | 2010年1月14日               | Fret                        | トゥール＝サン＝ピエール    | /                                                             | TERサントル                    |
| 9246                        | 1959年8月8日                | 2007年12月12日              | Béton                       | ディジョン・ペリニー        | /                                                             | /                              |
| 9247                        | 1959年9月8日                | /                           | Multiservice                | トゥール＝サン＝ピエール    | /                                                             | TERサントル                    |
| 9248                        | 1959年10月1日               | 2006年6月1日                | Béton                       | トゥール＝サン＝ピエール    | ラ・テスト＝ド＝ビュシュ(fr:La Teste-de-Buch (1976年10月26日) | /                              |
| 9249                        | 1959年9月26日               | 1967年4月18日               | Arzens                      | アヴィニョン                | /                                                             | /                              |
| 9250                        | 1959年10月5日               | 2004年10月25日              | Béton                       | パリ南西                    | /                                                             | /                              |
| 9251                        | 1959年10月20日              | 2007年9月17日               | Béton                       | トゥール＝サン＝ピエール    | /                                                             | /                              |
| 9252                        | 1959年10月27日              | 2004年10月25日              | Béton                       | パリ南西                    | /                                                             | /                              |
| 9253                        | 1959年11月8日               | 2004年10月25日              | Béton                       | パリ南西                    | /                                                             | /                              |
| 9254                        | 1959年12月2日               | 2006年12月15日              | Béton                       | トゥール＝サン＝ピエール    | /                                                             | /                              |
| 9255                        | 1959年12月16日              | 2006年12月15日              | Béton                       | トゥール＝サン＝ピエール    | /                                                             | /                              |
| 9256                        | 1960年1月4日                | /                           | Multiservice                | トゥール＝サン＝ピエール    | /                                                             | TERサントル                    |
| 9257                        | 1960年2月2日                | /                           | Béton                       | トゥール＝サン＝ピエール    | /                                                             | TERサントル                    |
| 9258                        | 1960年2月14日               | 2006年12月15日              | Multiservice                | トゥール＝サン＝ピエール    | /                                                             | /                              |
| 9259                        | 1960年2月27日               | 2004年10月25日              | Béton                       | パリ南西                    | /                                                             | /                              |
| 9260                        | 1960年3月10日               | 2004年10月25日              | Béton                       | パリ南西                    | /                                                             | /                              |
| 9261                        | 1960年3月24日               | 2006年12月15日              | En voyage                   | トゥール＝サン＝ピエール    | /                                                             | /                              |
| 9262                        | 1960年3月31日               | 2004年10月25日              | Béton                       | パリ南西                    | /                                                             | /                              |
| 9263                        | 1959年2月28日               | 2007年9月17日               | Béton                       | トゥール＝サン＝ピエール    | /                                                             | /                              |
| 9264                        | 1959年3月29日               | 2006年12月15日              | Béton                       | トゥール＝サン＝ピエール    | /                                                             | /                              |
| 9265                        | 1960年4月30日               | /                           | En voyage                   | トゥール＝サン＝ピエール    | /                                                             | TERサントル                    |
| 9266                        | 1960年5月7日                | 2005年12月21日              | Béton                       | トゥール＝サン＝ピエール    | /                                                             | /                              |
| 9267                        | 1960年5月18日               | 2005年1月31日               | Béton                       | パリ南西                    | /                                                             | /                              |
| 9268                        | 1960年5月26日               | 2006年6月1日                | Béton                       | トゥール＝サン＝ピエール    | /                                                             | /                              |
| 9269                        | 1960年6月3日                | 2009年7月7日                | Béton                       | ディジョン・ペリニー        | /                                                             | アンベリュー(Ambérieu)にて保存 |
| 9270                        | 1960年6月27日               | 2009年7月7日                | Béton                       | ディジョン・ペリニー        | /                                                             | アンベリュー(Ambérieu)にて保存 |
| 9271                        | 1960年7月3日                | Devenue BB 9701             | /                           | パリ南西                    | /                                                             | /                              |
| 9272                        | 1960年7月15日               | /                           | Béton                       | トゥール＝サン＝ピエール    | /                                                             | TERサントル                    |
| 9273                        | 1960年8月7日                | 2010年6月16日               | En voyage                   | トゥール＝サン＝ピエール    | /                                                             | TERサントル                    |
| 9274                        | 1960年8月14日               | 2005年10月1日               | Béton                       | ディジョン・ペリニー        | /                                                             | /                              |
| 9275                        | 1960年10月10日              | 2007年9月17日               | Béton                       | トゥール＝サン＝ピエール    | /                                                             | /                              |
| 9276                        | 1960年12月19日              | 2007年9月17日               | Béton                       | トゥール＝サン＝ピエール    | /                                                             | /                              |
| 9277                        | 1962年4月17日               | 2005年10月1日               | Béton                       | トゥール＝サン＝ピエール    | /                                                             | /                              |
| 9278                        | 1962年5月4日                | 2006年12月15日              | Béton                       | トゥール＝サン＝ピエール    | /                                                             | /                              |
| 9279                        | 1962年5月24日               | 2008年5月31日               | Béton                       | トゥール＝サン＝ピエール    | /                                                             | /                              |
| 9280                        | 1962年6月4日                | 2004年12月30日              | Béton                       | パリ南西                    | アルパジョン (1978年10月21日)                                 | /                              |
| 9281                        | 1962年6月29日               | Devenue BB 9702             | Béton                       | パリ南西                    | /                                                             | /                              |
| 9282                        | 1962年7月29日               | 2010年7月8日                | En voyage                   | トゥール＝サン＝ピエール    | /                                                             | TERサントル                    |
| 9283                        | 1962年8月12日               | 2006年6月12日               | Béton                       | ディジョン・ペリニー        | /                                                             | /                              |
| 9284                        | 1962年9月16日               | /                           | Multiservice                | トゥール＝サン＝ピエール    | /                                                             | TERサントル                    |
| 9285                        | 1962年10月10日              | Devenue BB 9703             | /                           | パリ南西                    | /                                                             | /                              |
| 9286                        | 1962年11月1日               | Devenue BB 9704             | Verte                       | パリ南西                    | /                                                             | /                              |
| 9287                        | 1962年12月8日               | 2007年12月12日              | Béton                       | ディジョン・ペリニー        | /                                                             | /                              |
| 9288                        | 1963年1月3日                | 2007年12月12日              | Béton                       | ディジョン・ペリニー        | /                                                             | /                              |
| 9289                        | 1963年1月31日               | 2004年12月30日              | Multiservice                | パリ南西                    | /                                                             | /                              |
| 9290                        | 1963年6月1日                | 2009年4月10日               | Multiservice                | ディジョン・ペリニー        | /                                                             | Conservée à Ambérieu           |
| 9291                        | 1963年10月3日               | 2004年12月30日              | Béton                       | パリ南西                    | /                                                             | Conservée à Mulhouse           |
| 9292                        | 1964年6月1日                | 2005年12月22日              | Béton                       | トゥール＝サン＝ピエール    | /                                                             | /                              |

## 保存機
- BB9269号機 - APMFSプロジェクトで保存。
- BB9291号機 - 「ル・キャピトール」塗装に復元の上、ミュルーズのシテ・デュ・トラン（鉄道博物館）で展示。

## フォトギャラリー

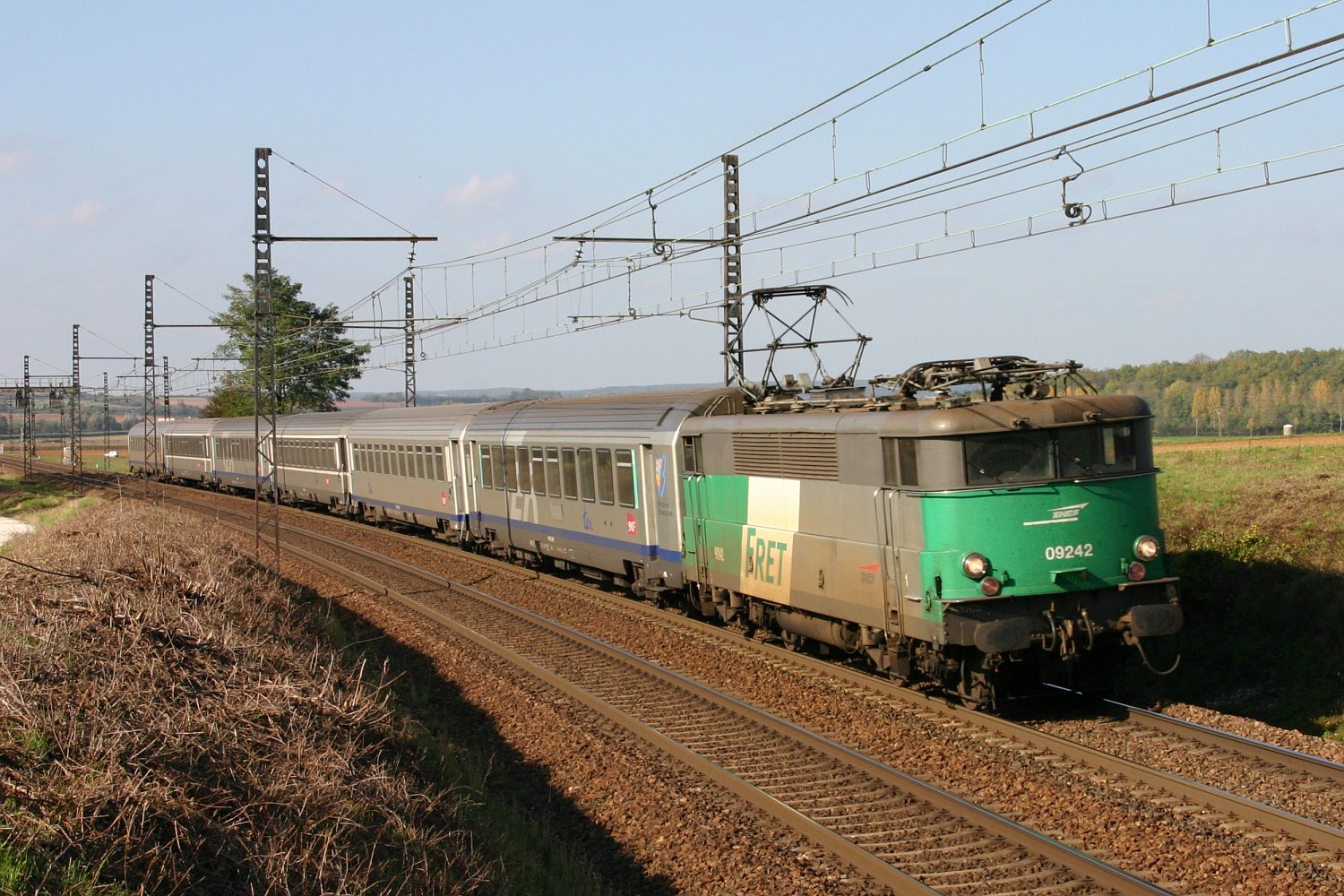
アルマンソン川 (Armancon) 沿いを走るディジョン配置のBB9242号機
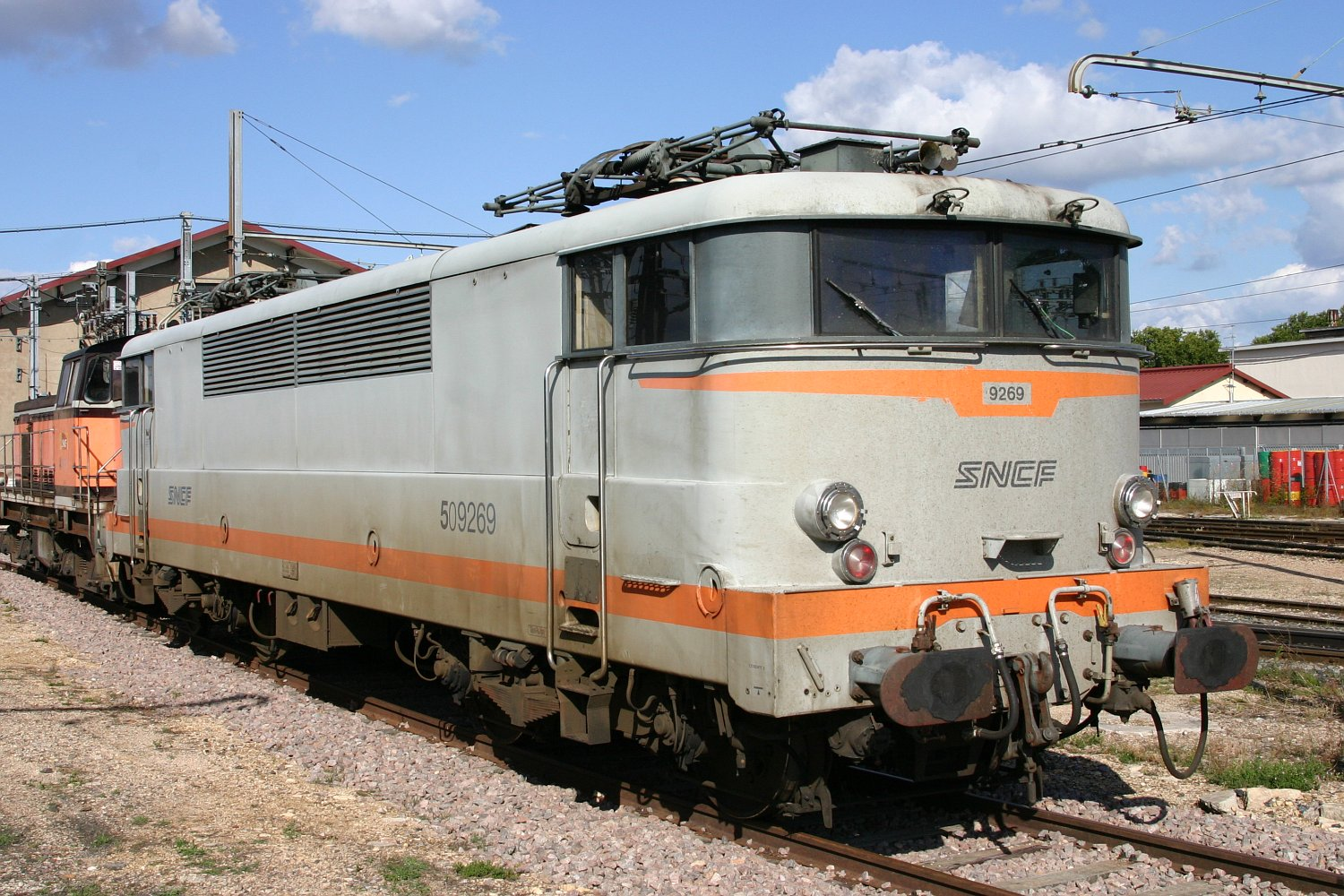
ディジョン・ペリニー車両基地でのBB9269号機
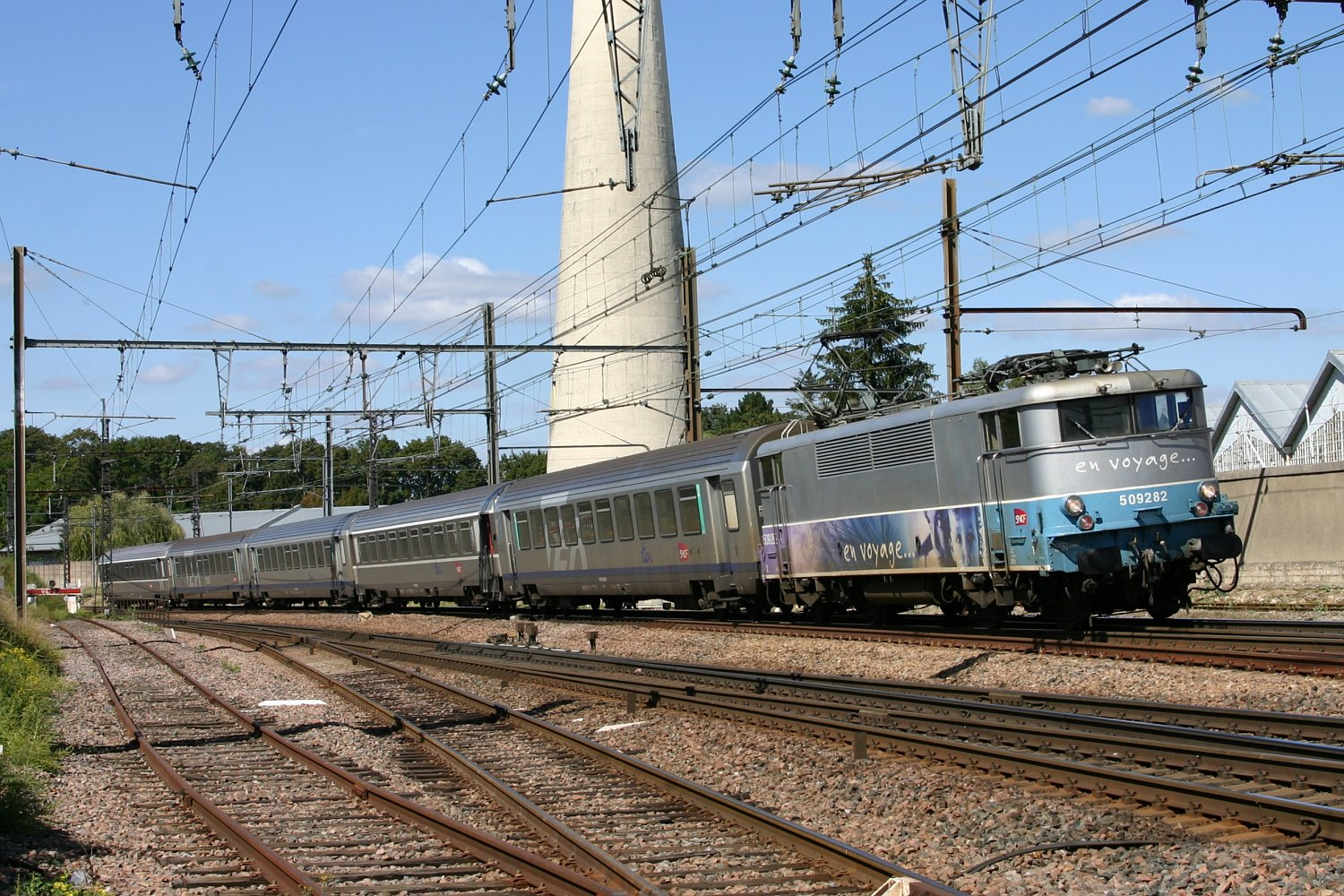
ラヴィエール (Ravieres) 方面からニュイ (Nuits) 駅へ進入するBB9282号機
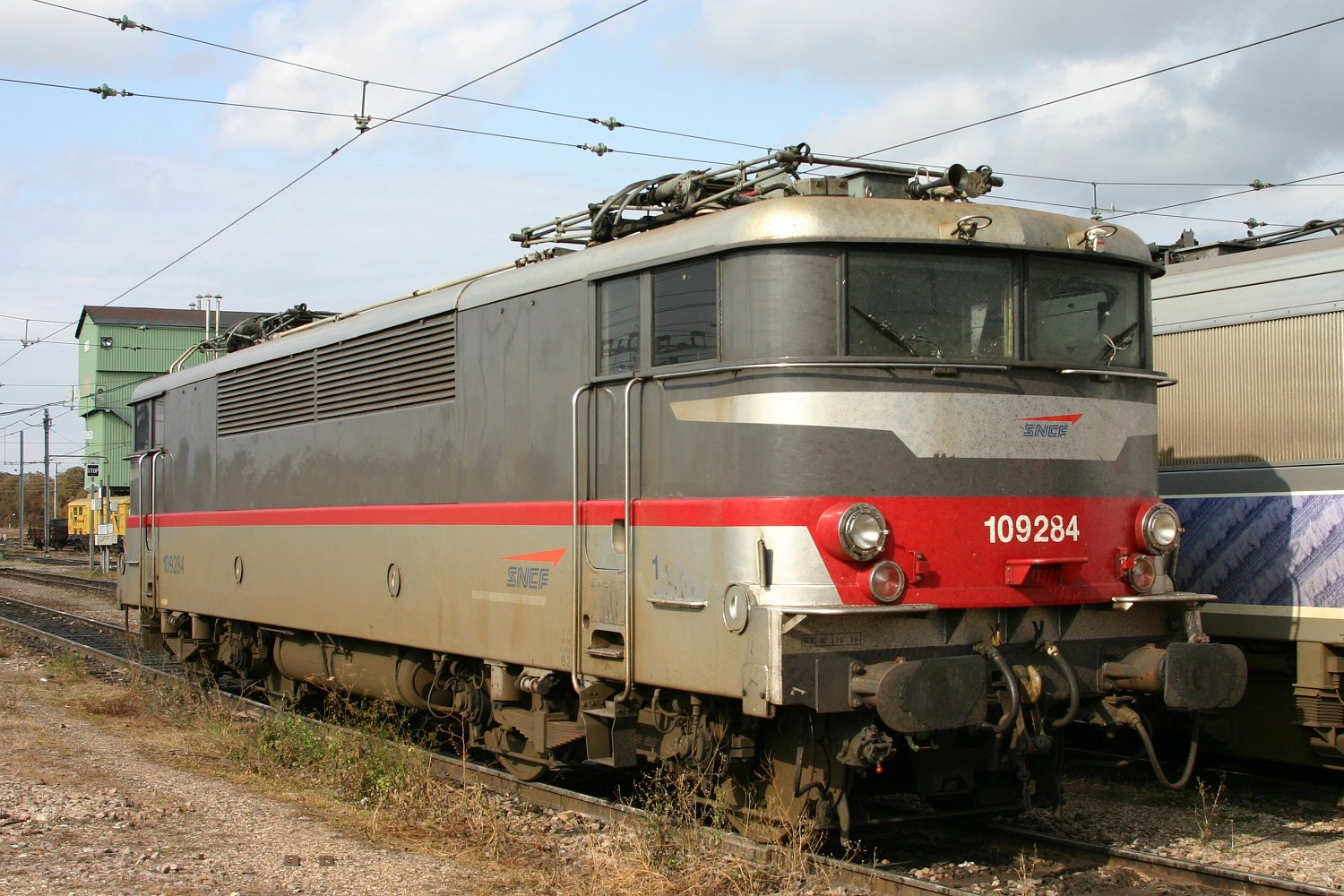
ディジョン・ペリニー車両基地でのBB9284号機
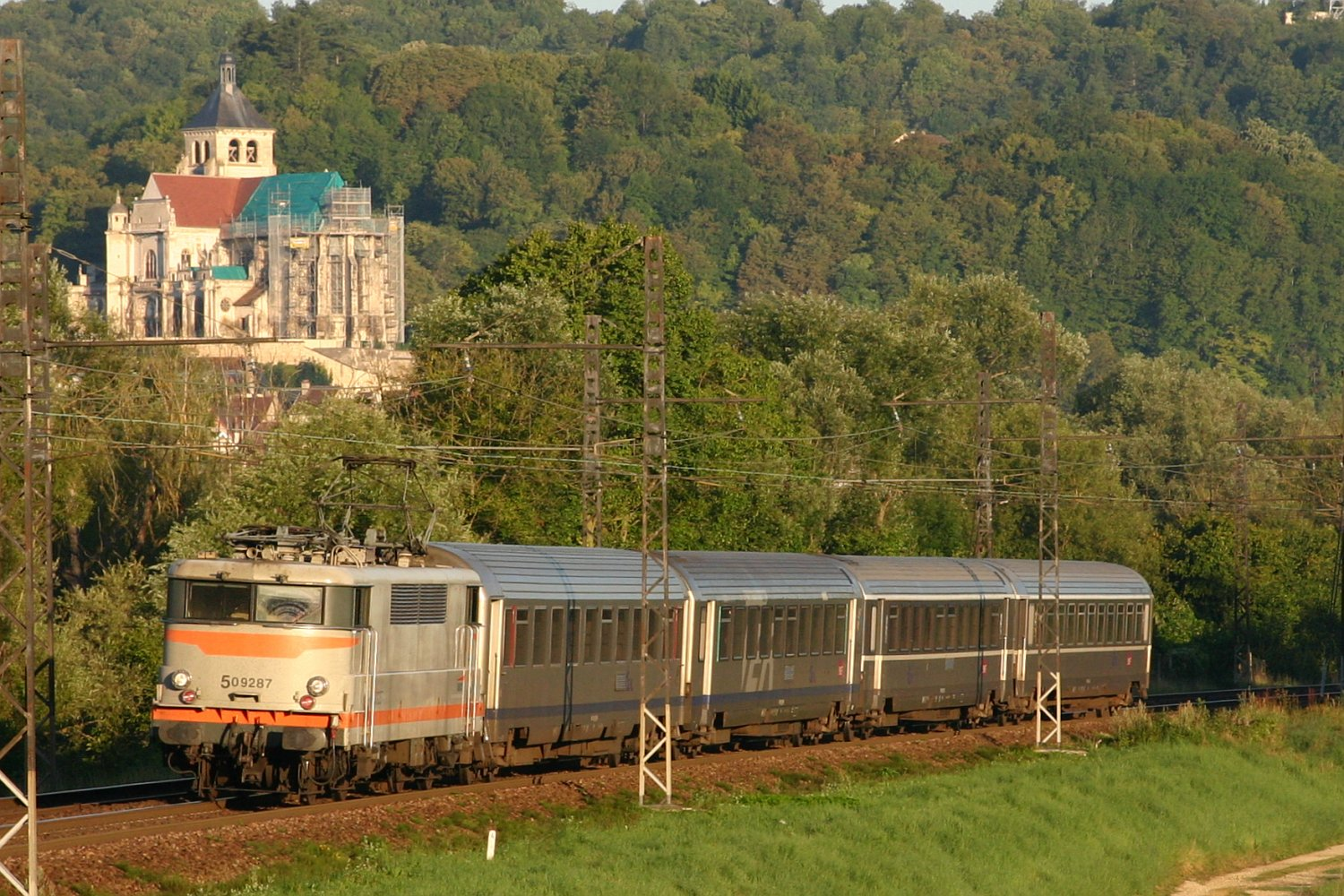
トネール (Tonnerre) を行くBB9287号機
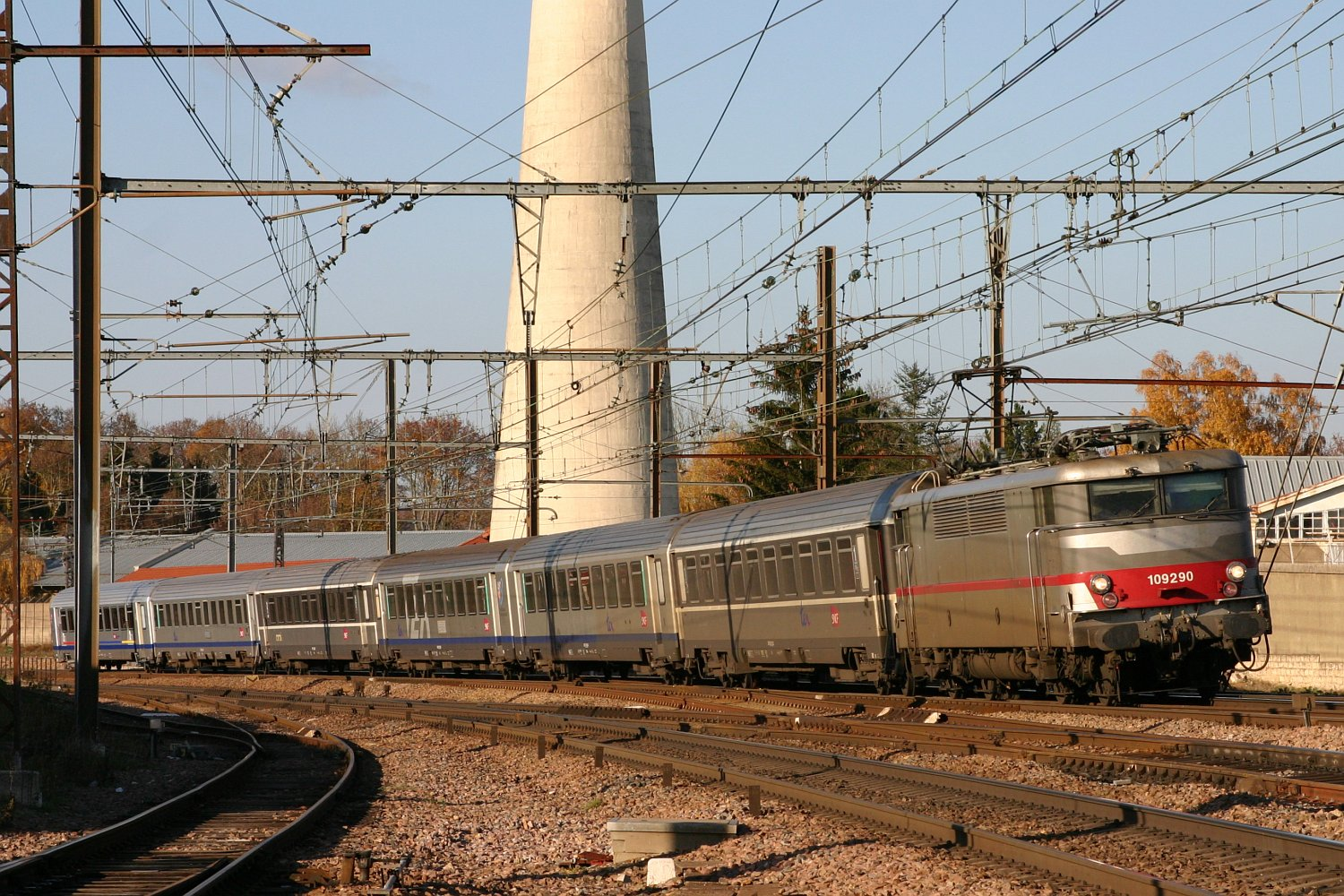
ラヴィエール (Ravieres) 方面からニュイ (Nuits) 駅へ進入するBB9290号機

## SNCFロゴにおける使用
1960年代末期のSNCFのロゴには、本形式（シングルアームパンタグラフの「キャピトール」仕様）が意匠として用いられている（画像）。